# مرگ‌شناسی

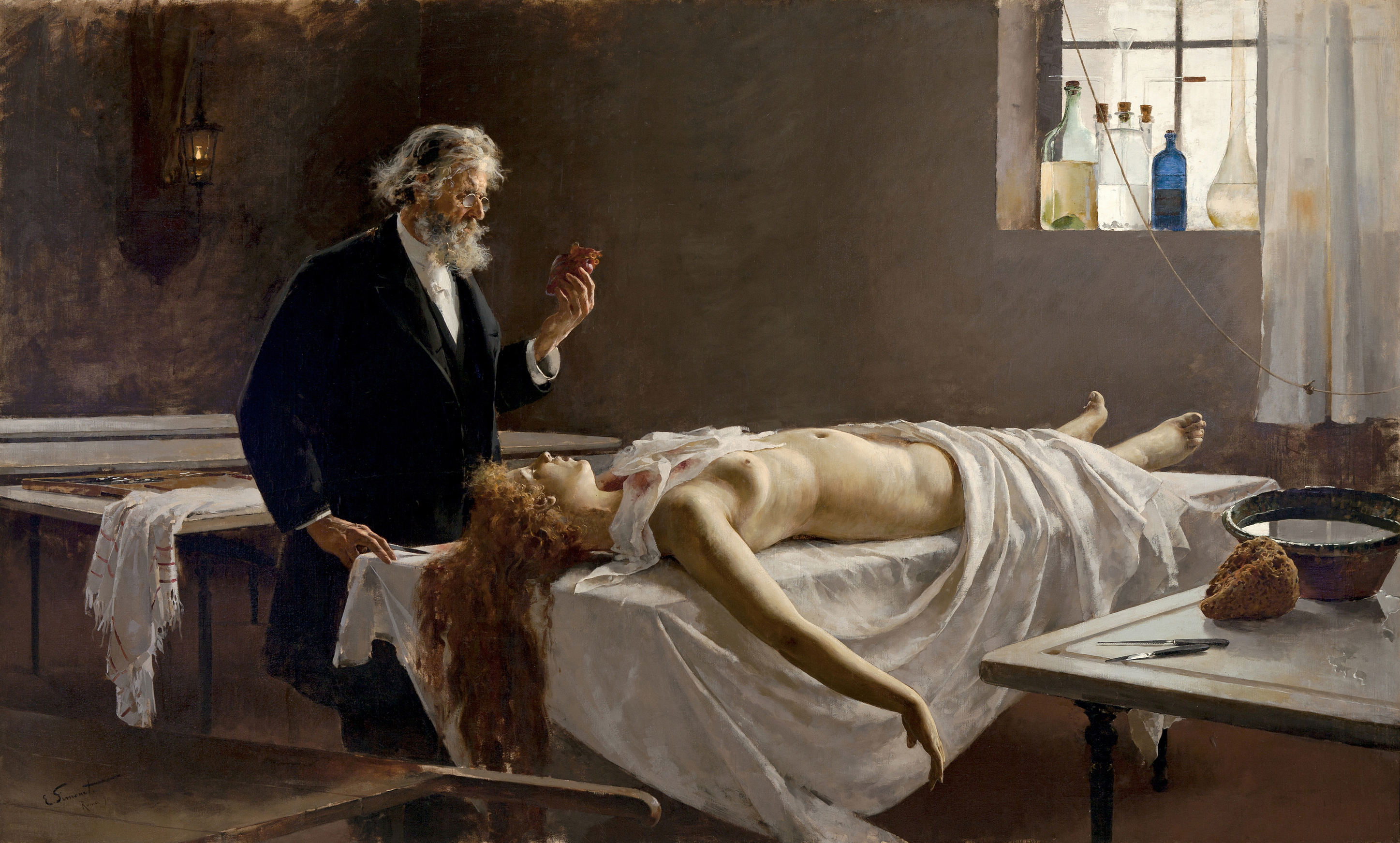
کالبدشکافی یک پزشک، اثر انریکو سیمونیست در ۱۸۹۰

مَرگ‌شناسی (انگلیسی: Thanatology) نام رشته علمی مطالعه امور مربوط به مرگ است. در این رشته، اموری چون سازوکار مرگ، جنبه‌های جنایی مرگ، تغییرات جسمانی جنازه‌ها و امور روان‌شناختی و اجتماعی مرتبط با مرگ بررسی می‌شود.
موضوعاتی مانند شرایط روانی داغدیدگان، خودکشی، مشکلات بیماران روبه مرگ و بازماندگان نیز در حیطه رشته مرگ‌شناسی هستند. به کارشناسان این رشته، مرگ‌شناس یا کارشناس امور مرگ گفته می‌شود.
مرگ‌شناسی در بسیاری از دانشگاه‌های جهان تدریس می‌شود و هزاران مقاله و کتاب در زمینه‌های گوناگون آن تألیف شده‌است. وجوه عملی مرگ‌شناسی نیز برخورد حرفه‌ای و کارآمد با بیماران روبه مرگ و شناسایی تأثیر ترس از مرگ و رویارویی با آن در بروز انواع روان‌نژندی‌ها و اختلالات روانی و رفتاری را موجب شده‌است.